# Dicranella rigidula
Dicranella rigidula är en bladmossart som beskrevs av Edwin Bunting Bartram 1933. Dicranella rigidula ingår i släktet jordmossor, och familjen Dicranaceae. Inga underarter finns listade i Catalogue of Life.